# Bismarck (Schiff, 1878)
Die Bismarck war eine Gedeckte Korvette der Bismarck-Klasse, die Ende der 1870er Jahre für die Kaiserliche Marine gebaut wurde. Sie war nach dem deutschen Reichskanzler Otto von Bismarck benannt. Sie war das namensgebende Typschiff der Klasse, zu der fünf weitere Schiffe gehörten.
Die Korvetten der Bismarck-Klasse wurden Anfang der 1870er Jahre im Rahmen eines großen Marinebauprogramms bestellt. Sie sollten als Flottenaufklärer und auf ausgedehnten Einsatzfahrten in überseeischen Interessensgebieten des deutschen Kaiserreichs Dienst tun. Die Kiellegung der Bismarck war im November 1875, im Juli 1876 fand der Stapellauf statt und im August 1878 folgte die Indienststellung. Als Hauptbewaffnung verfügte das Schiff über eine Batterie von zehn bis sechzehn 15-cm-Ringkanonen und dazu über ein vollständiges Segelrigg, um die ebenfalls vorhandene Dampfmaschine auf langen Einsatzfahrten in Übersee zu ergänzen.
Die Bismarck absolvierte während ihrer Dienstzeit zwei große Überseeeinsätze. Der erste von Ende 1878 bis Ende 1880, bei dem das Schiff zunächst südamerikanische Häfen besuchte und anschließend im Zentralpazifik patrouillierte, wo das Deutsche Reich wirtschaftliche Interessen, aber zu dieser Zeit keine Kolonien hatte. Danach kehrte das Schiff nach Südamerika zurück, um deutsche Interessen dort während des Salpeterkrieges zu schützen. Nach ihrer Rückkehr nach Deutschland wurde sie überholt und erhielt eine neue Bewaffnung. 1883 wurde die Bismarck für den zweiten Einsatz reaktiviert, der von 1884 bis 1888 andauerte. Zu dieser Zeit begann das Deutsche Reich sich am Wettlauf um Afrika sowie am Erwerb pazifischer Kolonien zu beteiligen. Die Bismarck war während der Übernahme von Kamerun 1884, der Regelung der Grenzen für Deutsch-Ostafrika 1885/86 und der deutschen Intervention im samoanischen Bürgerkrieg 1887 beteiligt. Während dieser gesamten Auslandsreise diente die Bismarck als Flaggschiff des deutschen Überseekreuzergeschwaders unter dem Kommando von Eduard Knorr und später Karl Eduard Heusner. Nach ihrer Rückkehr nach Deutschland im Jahr 1888 wurde das Schiff 1891 außer Dienst gestellt und aus dem Seeregister gestrichen. Danach wurde es bis 1920 als Wohnschiff eingesetzt und hiernach verschrottet.

## Geschichte

### Bau und Indienststellung
Der Kiel für Bismarck wurde im November 1875 bei der Norddeutschen Schiffbau AG in Kiel unter dem Vertragsnamen „B“ auf Kiel gelegt, da sie ein Neuzugang und kein Ersatz für ein Schiff im Dienst für die Flotte war. Sie wurde am 25. Juli 1877 von Admiral Albrecht von Stosch, dem Chef der Kaiserlichen Admiralität, auf den Namen Bismarck getauft. Das Schiff wurde am 27. August 1878 in Dienst gestellt und begann danach mit Probefahrten. Diese wurden bis zum 1. Oktober abgeschlossen. Anschließend wurde das Schiff für den Einsatz in Übersee aktiviert und zur Ausrüstung für diesen Einsatz nach Wilhelmshaven beordert.

### Erster Einsatz in Übersee
Bismarck verließ Wilhelmshaven am 22. November unter dem Kommando von Kapitän zur See Karl August Deinhard, überquerte vom 12. bis 20. Januar 1879 den Atlantik nach Montevideo und fuhr durch die Magellanstraße weiter in den Pazifischen Ozean mit Halt in Valparaíso. Nach einigen hydrografischen Untersuchungen dort setzte das Schiff seine Reise durch den Pazifik fort, besuchte die Gesellschaftsinseln und Raiatea, Bora Bora und Huahine. Dort schloss Kapitän Deinhard einen Freundschaftsvertrag mit dem örtlichen Herrscher, der im deutschen Konsulat in Papeete auf Tahiti unterzeichnet wurde. Am 19. Mai erreichte die Bismarck Apia, wo das Schiff den bisherigen dortigen Stationär, die Korvette Ariadne ablöste.
Die Bismarck begann am 22. Mai eine Reise zu verschiedenen Inseln des Zentralpazifiks, um die Besatzung mit den Bedingungen in der Region vertraut zu machen. Als weiterer Stationär erreichte das Kanonenboot Albatross am 30. Juli ebenfalls die zentralpazifische Region und ermöglichte der Bismarck einen notwendigen Überholungsaufenthalt in Sydney ab dem 8. August. Nach Abschluss der Reparaturarbeiten wurde die Bismarck dringend nach Samoa zurückbeordert, da deutsche Händler von Unruhen auf der Insel bedroht waren. Am 1. November beförderte die Bismarck den kürzlich ernannten deutschen Generalkonsul für Samoa von Tongatapu nach Apia. Danach segelte sie nach Levuka auf der Insel Ovalau, um ihren Kohlevorrat aufzufüllen, bevor sie nach Samoa zurückkehrte. Dort war inzwischen ein Kolonialkonflikt zwischen den drei an Samoa interessierten Mächten („Three Powers“), dem Deutschen Reich, den Vereinigten Staaten sowie Großbritannien um die Inselgruppe entstanden. Die Bismarck sowie das Kanonenboot Nautilus repräsentierten in diesem Streit das Deutsche Reich zur Machtprojektion vor Ort, um die konkurrierenden Fraktionen zu zwingen, den von den Deutschen bevorzugten Talavou als Herrscher aller Samoaner („Malietoa“) anzuerkennen, was mit der Unterzeichnung eines entsprechenden von den „Three Powers“ ratifizierten Erklärung an Bord der Bismarck am 15. Dezember 1879 auch gelang.
Da Anfang 1880 acht Besatzungsmitglieder an Bord der Bismarck an Tropenkrankheiten verstarben, beschloss die Admiralität, das Schiff nach Deutschland zurückzurufen. Am 26. Januar 1880 verließ es Apia, geriet aber nach einem erneuten Aufenthalt in Levuka zur Kohlenergänzung in einen schweren Sturm und musste zur Reparatur erneut Sydney anlaufen. Während des Aufenthalts dort änderte die Admiralität ihre ursprüngliche Route und befahl sie an die Westküste Südamerikas zurück, um dort die Panzerkorvette Hansa zu unterstützen, die während des immer noch andauernden Salpeterkrieges die deutschen Interessen in der Region schützten sollte. Nach ihrer Ankunft dort patrouillierte die Bismarck vom 26. Mai bis 12. Juli vor chilenischen und peruanischen Häfen. Am 18. Juli verließ sie schließlich Chile, durchquerte erneut die Magellanstraße und erreichte nach Stationen in Port Stanley und Plymouth schließlich am 30. September 1880 Wilhelmshaven. Dort wurde sie am 14. Oktober außer Dienst gestellt. Der Namensgeber des Schiffes, Reichskanzler Otto von Bismarck, lud den Kommandanten Deinhard in sein Herrenhaus in Friedrichsruh ein, um sich über die Ereignisse der Reise informieren zu lassen.

### Zweiter Auslandseinsatz
Anfang 1881 ging Bismarck in die Kaiserliche Werft Wilhelmshaven, um ihr Antriebssystem umfassend überholen zu lassen. Während dieser Überholung wurden außerdem Bugtorpedorohre installiert und ihre ursprünglichen 15-cm-Ringkanonen durch modernere Schnellfeuergeschütze gleichen Kalibers ersetzt. Im Juni 1882 war das Schiff wegen der Spannungen durch den Anglo-Ägyptischen Krieg für die Reserve aktiviert worden. Vom 2. bis 13. August 1883 wurde eine Reihe von Seeversuchen durchgeführt.
Wie alle sechs Schiffe ihrer Klasse wurde die Bismarck 1884 zur Kreuzerfregatte umklassifiziert.
Mitte der 1880er Jahre hatten die europäischen Mächte den Wettlauf um Afrika begonnen. Deutsche Firmen, darunter Jantzen & Thormählen und die Woermann-Linie, drängten die deutsche Regierung, speziell in der westafrikanischen Region Kolonien zu erwerben. Die Firmen versuchten, Angriffe dortiger lokaler Herrscher gegen die deutschen Händler in der Region öffentlichkeitswirksam zu nutzen, um die Regierung zu bewegen, Schutzmaßnahmen zu ergreifen und die Region unter deutsche Kontrolle zu stellen. Tatsächlich beschloss Otto von Bismarck infolge dieser Vorfälle, trotz seiner langen Abneigung gegen Kolonien in Übersee, ein Geschwader in die Bucht von Biafra in Westafrika zu schicken, um die deutschen Interessen besser schützen zu können.
Am 17. September 1884 stellte die Admiralität daher das Westafrikanische Geschwader unter dem Kommando von Konteradmiral Eduard Knorr in Dienst, um den dortigen Stationär, das Kanonenboot Möwe, zu verstärken. Knorr hisste am 15. Oktober seine Flagge an Bord der Bismarck. Zu Knorrs Geschwader gehörten weiterhin auch die Gneisenau, ein Schwesterschiff der Bismarck, und die Korvetten Olga und Ariadne. Die vier Korvetten verließen Deutschland am 30. Oktober 1884. Für die Versorgung in der abgelegenen Region, entsandte die Marine außerdem das zivile Dampfschiff Adler als Tender und Krankenhausschiff. Unterwegs wurde Ariadne nach Kap Verde und Gneisenau nach Ostafrika befohlen, da sich Berichten zufolge die Situation in Westafrika beruhigt hatte. Bismarck und Olga erreichten am 17. Dezember den Fluss Wouri. Kurz vor ihrer Ankunft hatten zwei antideutsche Gruppen das Dorf eines pro-deutschen Stammes niedergebrannt und Knorr entschloss sich zum Eingreifen.
Anfang 1885 klangen die Unruhen ab und am 31. März 1885 traf das Kanonenboot Habicht ein, sodass die Olga in Begleitung der Adler nach Deutschland zurückkehren konnte. Währenddessen patrouillierte die Bismarck weiter vor Kamerun, nahm Flaggenhissungen vor und erkundete das Hinterland. Den Befehl, sich über Südwestafrika nach Ostafrika zu begeben, konnte Knorr erst am 7. Juli, nach Eintreffen des ersten Kaiserlichen Gouverneurs für Kamerun, Julius von Soden, ausführen. In der Zwischenzeit führte die Besatzung Vermessungsarbeiten im Wouri-Delta durch und half bei der Markierung der offiziellen Grenze zwischen der deutschen Kolonie Togo und Französisch-Dahomey. Zu dieser Zeit kam auch das zweite Stationsschiff, das Kanonenboot Cyclop, in Westafrika an.

#### 1885–1886, Ostafrika und der Zentralpazifik
Bismarck verließ Westafrika am 7. Juli und segelte über Sao Paulo de Luanda und die Lüderitzbucht im mittlerweile auch deutschen Südwestafrika zur Überholung nach Kapstadt. Dort schloss sich der Bismarck erneut die Adler an, die wieder von der Marine als Tender gechartert worden war. Knorr wurde angewiesen, erneut das Kommando über ein Kreuzergeschwader zu übernehmen, um die deutsche Position während komplizierter Verhandlungen mit Barghasch ibn Said, dem Sultan von Sansibar, zu stärken. Dieser hatte deutsche Ansprüche auf Protektorate in der als Deutsch-Ostafrika proklamierten Küstenregion bestritten. Bismarck und Adler verließen Kapstadt am 5. August und erreichten am 19. August Sansibar, wo sie sich den Korvetten Gneisenau, Stosch und Prinz Adalbert und weiteren deutschen Schiffen unter Kapitän zur See Karl Paschen anschlossen. Der Verband wurde nun als Ostafrikanisches Kreuzergeschwader bezeichnet.
Nach Ende des Einsatzes wurde das Ostafrika-Kreuzergeschwader am 9. Januar 1886 zunächst aufgelöst und Admiral Knorr erhielt den Befehl, sich mit Bismarck, Gneisenau und Olga nach Australien zu begeben. Hintergrund war die Entscheidung der Admiralität, die deutsche Präsenz in den neu erworbenen Gebieten in Deutsch-Neuguinea zu verstärken. Die drei Schiffe erreichten Sydney am 28. Februar und fuhren dann über Auckland und die Tonga-Inseln weiter nach Samoa, wo zu dieser Zeit erneut Bürgerkrieg herrschte. Tupua Tamasese Titimaea, einer der samoanischen Häuptlinge, die um die Macht kämpften, versuchte erfolglos, Knorr und den deutschen Konsul auf seine Seite zu ziehen. Knorr griff aber nicht ein und segelte Anfang Mai zu den Marshallinseln, wo sie sich dem Kanonenboot Nautilus anschlossen. Die Bismarck stoppte in Majuro, wo eine Parade abgehalten wurde, und segelte dann mit der Olga nach Neuguinea weiter. Im Hafen von Matupi, wo ein deutscher Staatsbürger ermordet worden war, schickte Knorr eine Landegruppe an Land, um die für die Tötung Verantwortlichen zu bestrafen. Die Bismarck segelte dann allein weiter nach Finschhafen, während die Olga nach Neu-Mecklenburg fuhr. Bismarck, Gneisenau und Olga trafen am 23. Juli in Hongkong wieder zusammen. Dort trafen sie außerdem die Nautilus, das Kanonenboot Wolf sowie die als Ersatz für die Gneisenau eingetroffene Korvette Carola. Bismarck und Carola gingen anschließend nach Port Arthur und danach, nachdem mehrere Fälle von Typhus unter den Besatzungsmitgliedern des Geschwaders ausgebrochen waren, nach Nagasaki, wo die kranken Besatzungsmitglieder behandelt wurden.
Während seines Aufenthalts in Nagasaki erhielt Knorr den Befehl, mit dem Geschwader nach Ostafrika zurückzukehren, um erneute Grenzstreitigkeiten auch mit dem Sultan von Sansibar auf Grundlage des Londoner Vertrages vom 29. Oktober 1886 zu klären. Während die anderen Schiffe des Geschwaders dort Einzelaufträge erledigten, blieb die Bismarck bis März 1887 in Sansibar. Anschließend veranlassten zunehmende Spannungen zwischen Deutschland und Frankreich die Admiralität, Knorrs Geschwader nach Kapstadt zu befehlen, wo es näher an den deutschen Besitzungen in Westafrika lag, die an französische Kolonien angrenzten.

#### 1887–1920, Zentralpazifik und Schicksal
Die Bismarck und der Rest des Geschwaders blieben vom 15. März bis 7. Mai in Kapstadt, bis die Spannungen abgeklungen waren. Am 15. April übertrug Knorr das Kommando über das Geschwader an Kapitän zur See Karl Eduard Heusner, der wiederum die Bismarck zu seinem Flaggschiff machte. Heusner erhielt Befehl, in den Zentralpazifik zurückzukehren, und das Geschwader verließ Kapstadt am 7. Mai.
Nach dem Ende der Einsätze im Pazifik ging die Bismarck am 7. März zur Überholung nach Nagasaki. Während dieser Arbeiten erhielt Heusner den Befehl, das Geschwader nach Ostafrika zurückzubringen und die Bismarck nach dreieinhalb Jahren Auslandsdienst in die Heimat zu entlassen.
Am 16. Juli erreichte die Bismarck Aden, wo sie sich mit der Korvette Leipzig traf. Die beiden Schiffe begannen am folgenden Tag die Rückreise nach Deutschland und kamen am 19. August in Wilhelmshaven an.
Die Bismarck wurde am 1. September außer Dienst gestellt. Für 1889 war eine Generalüberholung geplant, die jedoch abgesagt wurde. Am 21. September 1891 wurde sie aus dem Seeregister gestrichen und für die II. Torpedoboot-Division mit Sitz in Wilhelmshaven als Wohnschiff genutzt. In dieser Funktion wurde sie 1903 nochmals umgebaut und blieb in dieser Funktion und wurde erst nach dem Ersten Weltkrieg 1920 bei Rüstringen verschrottet.
Nach Angaben der Marinehistoriker Hans Hildebrand, Albert Röhr und Hans-Otto Steinmetz gab es eigentlich keinen legitimen Grund, das Schiff nach nur zwölf aktiven Dienstjahren außer Dienst zu stellen, was auch die Tatsache belegt, dass ihr Rumpf bis 1920 genutzt werden konnte. Die Autoren nehmen daher an, dass die Entscheidung von Kaiser Wilhelm II. als persönlichen Seitenhieb auf den Namenspatron des Schiffes gemünzt war, dem Wilhelm II. ablehnend gegenüber stand.

## Kommandanten
| 27. August 1878 bis September 1878 Probefahrten | Korvettenkapitän Karl August Deinhard                   |
| 1. Oktober 1878 bis 14. Oktober 1880            | Korvettenkapitän / Kapitän zur See Karl August Deinhard |
| 2. bis 13. August 1883 Probefahrten             | Korvettenkapitän Friedrich von Levetzow                 |
| 4. Oktober 1884 bis September 1885              | Kapitän zur See Guido Karcher                           |
| September 1885 bis April 1888                   | Kapitän zur See Franz Kuhn                              |
| April bis Juni 1888                             | Kapitänleutnant Gustav Schmidt (in Vertretung)          |
| Juni bis September 1888                         | Korvettenkapitän/Kapitän zur See Ernst Aschmann         |